# Algutsboda församling
Algutsboda församling är en församling i Emmaboda pastorat i Stranda-Möre kontrakt i Växjö stift i Svenska kyrkan.Församlingen ligger i Emmaboda kommun i Kalmar län.

## Administrativ historik
Församlingen har medeltida ursprung. Församlingen utgjorde tidigare ett eget pastorat, men från 2010 ingår församlingen i Emmaboda pastorat.

## Series pastorum
| Ämbetstid | Namn                            | Levnadstid | Övrigt                         |
| --------- | ------------------------------- | ---------- | ------------------------------ |
| 1368      | Erengisel                       |            | Kyrkoherde.                    |
| 1555–1565 | Lars Birgersson                 |            | Kyrkoherde.                    |
| 1565      | Magnus Pauli                    |            | Kyrkoherde.                    |
| 1566–1570 | Peder Håkansson                 |            | Kyrkoherde.                    |
| 1571–1578 | Sven Jonsson                    |            | Kyrkoherde.                    |
| 1580–1588 | Gerd Svensson                   |            | Kyrkoherde.                    |
| 1590–1602 | Nils Håkansson                  |            | Kyrkoherde.                    |
| 1602      | Haquinius                       | –1602      | Kyrkoherde.                    |
| 1602–1603 | Åke Svensson                    |            | Kyrkoherde.                    |
| 1612      | Petrus Hökius                   |            | Kyrkoherde.                    |
| 1614      | Håkan                           |            | Kyrkoherde.                    |
| 1618–1642 | Nicolaus Svenonis Crucimontanus | –1642      | Kyrkoherde och häradsprost.    |
| 1642–1690 | Petrus Magni                    | 1597–1690  | Kyrkoherde.                    |
| 1690–1707 | Petrus Holmingius               | 1644–1707  | Kyrkoherde och häradsprost.    |
| 1708      | Magnus (Caroli) Alm             | 1659–      | Kyrkoherde.                    |
| 1709–1732 | Magnus Stålhös (Ståålhöös)      | 1664–1732  | Kyrkoherde och prost.          |
| 1734–1740 | Esaias Trellman                 | 1689–1740  | Kyrkoherde.                    |
| 1740–1741 | Andreas Hielm                   | 1680–1741  | Kyrkoherde.                    |
| 1742–1763 | Abraham Ulmgrehn                | 1702–1763  | Kyrkoherde.                    |
| 1763–1785 | Johan Drysén                    | 1712–1785  | Kyrkoherde.                    |
| 1786–1809 | Carl Anders Molin               | 1738–1809  | Kyrkoherde och prost.          |
| 1809–1847 | Sven Allgurén                   | 1768–1847  | Kyrkoherde och prost.          |
| 1848–1851 | Lars Georg Palmlund             |            | Kyrkoherde.                    |
| 1852–1871 | Peter Linnér                    | 1802–1871  | Kyrkoherde och kontraktsprost. |
| 1872–1890 | Johan Fredrik Hörberg           | 1828–1890  | Kyrkoherde.                    |
| 1891–1912 | Carl August Andersson           | 1841–1912  | Kyrkoherde och kontraktsprost. |
| 1913–     | Johan Emil Werneström           | 1860–      | Kyrkoherde och kontraktsprost. |

### Komministrar
| Ämbetstid | Namn                           | Levnadstid | Övrigt                                  |
| --------- | ------------------------------ | ---------- | --------------------------------------- |
| –1633     | Johannes Johannis Spegel       |            | Senare kyrkoherde i Dädesjö församling. |
| 1633–1635 | Michael Fontanus               |            |                                         |
| 1655–1672 | Benedictus Johannis Myricander | –1672      |                                         |
| 1674–1681 | Daniel Drydenius               | –1710      | Senare kyrkoherde i Adelövs församling. |
| 1681–1690 | Petrus N. Holmingius           | 1644–1707  | Senare kyrkoherde i församlingen.       |
| 1690–1696 | Johannes Bodelius              | –1696      |                                         |
| 1696–1701 | Carl Sandbäck                  | –1701      |                                         |
| 1702–1736 | Brynolphus Gislonius           | 1670–1736  |                                         |
| 1738–1772 | Samuel Gislonius               | 1710–1772  |                                         |
| 1773–1790 | Andreas Almark                 | 1722–1790  |                                         |
| 1790–1826 | Bengt Carlsson                 | 1736–1826  |                                         |
| 1827–1846 | Theodor Sjöstrand              | 1758–1846  |                                         |
| 1847–1855 | Sven Jonas Rooth               | 1779–1855  |                                         |
| 1856–1883 | Lars Olof Wallberg             | 1806–1883  |                                         |
| 1883–1899 | Johan Peter Albrekt Lindell    |            | Senare kyrkoherde i Göteryd.            |
| 1900–1925 | Anders Eberhard Pålsson        | 1848–1925  |                                         |
| 1925–     | Sven Olof Åke Lundegårdh       | 1901–      |                                         |

## Kyrkor
- Algutsboda kyrka